# MNK Alumnus Sesvete (žene)
"Alumnus Sesvete" (ŽMNK Alumnus; Alumnus; Alumnus Sesvete; Alumnus SC Flegar) je ženski futsal (malonogometni) klub iz Sesveta, Grad Zagreb, Republika Hrvatska. 
U sezoni 2019./20. klub se natjecao u "1. HMNL za žene". 

## O klubu
Ženska ekipa "Alumnusa" je osnovana 2012. godine (kad je Alumnus promijenio ime iz "OVB Allfinanz"), ali počeci idu u 2010. godinu, kad je odigrano prvenstvo Zagrebačkog sveučilišta. U ekipi "Alumnusa" pretežno nastupaju studentice s fakulteta Zagrebačkog sveučilišta. 
 
Klub je pretežno nastupao u novoj dvorani u sesvetskom naselju Novi Jelkovec. 2017. godine klub ostvaruje suradnju s NK "Sesvete", a 2018. godine sjedište kluba prebacuju iz Zagreba u Sesvete. 

"Alumnus" je vodeći hrvatski ženski klub, te je do 2020. dvostruki prvak. Klub je također nastupao na različitim turnirima poput  "Zagreb Winter Cup" i "Kutija šibica", koje je i osvajao. 
 
2019. "Alumnus" je nastupio na turniru "European Women’s Futsal Tournament" u Španjolskoj.

 
 
Klub posljednjih godina nastupa pod sponzorskim nazivom "Alumnus SC Flegar". 

## Uspjesi
1. HMNL za žene
- prvakinje: 2017./18., 2018./19.
- doprvakinje: 2015./16., 2016./17., 2019./20.

Kutija Šibica
- pobjednice: 2017.

## Plasmani po sezonama
| sezona            | rang             | liga             | poz.             | klubova u ligi   | ut               | pob              | ner              | por              | gol+             | gol-             | bod              | doigravanje      | napomena         | izvori           |
| Alumnus (Zagreb)  | Alumnus (Zagreb) | Alumnus (Zagreb) | Alumnus (Zagreb) | Alumnus (Zagreb) | Alumnus (Zagreb) | Alumnus (Zagreb) | Alumnus (Zagreb) | Alumnus (Zagreb) | Alumnus (Zagreb) | Alumnus (Zagreb) | Alumnus (Zagreb) | Alumnus (Zagreb) | Alumnus (Zagreb) | Alumnus (Zagreb) |
| ----------------- | ---------------- | ---------------- | ---------------- | ---------------- | ---------------- | ---------------- | ---------------- | ---------------- | ---------------- | ---------------- | ---------------- | ---------------- | ---------------- | ---------------- |
| 2015./16.         | I.               | 1. HMNL za žene  | 2.               | 9 (10)           | 8                | 7                | 0                | 1                | 38               | 10               | 21               |                  | igrano turnirski |                  |
| Alumnus SC Flegar |                  |                  |                  |                  |                  |                  |                  |                  |                  |                  |                  |                  |                  |                  |
| 2016./17.         | I.               | 1. HMNL za žene  | 2.               | 9 (10)           | 8                | 7                | 1                | 0                | 51               | 8                | 22               |                  | igrano turnirski |                  |
| 2017./18.         | I.               | 1. HMNL za žene  | 1.               | 10               | 9                | 9                | 0                | 0                | 67               | 11               | 27               | prvakinje        | igrano turnirski |                  |
| 2018./19.         | I.               | 1. HMNL za žene  | 2.               | 7                | 12               | 10               | 0                | 2                | 69               | 11               | 30               | prvakinje        | igrano turnirski |                  |
| 2019./20.         | I.               | 1. HMNL za žene  | 2.               | 9                | 16               | 11               | 1                | 4                | 78               | 16               | 34               |                  | igrano turnirski |                  |
|                   |                  |                  |                  |                  |                  |                  |                  |                  |                  |                  |                  |                  |                  |                  |

## Unutarnje poveznice
- MNK Alumnus FutsalFER Sesvete
- Sesvete

## Vanjske poveznice
- mnkalumnus.com  Arhivirana inačica izvorne stranice od 30. srpnja 2019. (Wayback Machine)
- [neaktivna poveznica]
- MNK Alumnus Sesvete, facebook stranica
- sofascore.com, MNK Alumnus SC Flegar
- crofutsal.com, Ženski futsal
- zgwintercup.com